# Noserius ovatipennis
Noserius ovatipennis là một loài bọ cánh cứng trong họ Cerambycidae.